# Planetary Protection
Planetary Protection (dt.: Planetarer Schutz) bezeichnet alle Maßnahmen in der Raumfahrt, die verhindern, dass terrestrische Lebensformen, wie z. B. Mikroorganismen oder Biomoleküle, mit Raumfahrtmissionen andere Planeten, Monde, Asteroiden und Kometen erreichen und kontaminieren. Auch bei Proben-Rückhol-Missionen sollte gewährleistet werden, dass möglicherweise existierende extraterrestrische Lebensformen (Außerirdisches Leben) nicht unbeabsichtigt die Erde erreichen und in die Biosphäre gelangen.
Es wird zwischen Vorwärts-Kontamination (engl. Forward-contamination, irdische Lebewesen kontaminieren den fremden Himmelskörper) und  Rückwärts-Kontamination (Reverse/back-contamination, extraterrestrische Lebensformen kontaminieren die irdische Biosphäre) unterschieden.
COSPAR unterscheidet fünf Missionskategorien (I–V).
Artikel IX des Weltraumvertrages aus 1967 erwähnt planetare Kontamination und zweckentsprechende Erfordernisse für Raumfahrt betreibende Vertragsparteien.
Untersuchungen im Jahr 2012 haben gezeigt, dass extremophile und extremotolerante Mikroorganismen selbst in bezüglich Sauberkeit und Sterilität besonders behandelten Reinräumen nachgewiesen werden konnten.
Die ESA unterhält am DSMZ eine Sammlung von Mikroorganismen, die aus Reinräumen und von Oberflächen von Raumfahrzeugen isoliert werden.
Im Gegensatz zum Planetaren Schutz (Planetary Protection) geht es bei der Planetaren Verteidigung (Planetary Defense) um die Abwehr von extraterrestrischen Bedrohungen (Impakt oder Invasion).